# い
い en hiragana ou イ en katakana sont deux kanas, caractères japonais qui représentent la même more. Ils sont prononcés /i/ et occupent la deuxième place de leur syllabaire respectif, entre あ et う.
Deux caractères plus petits, ぃ et ィ, sont utilisés pour la formation de sons qui n'existent pas en japonais traditionnel, comme ヴィ (vi), ティ (ti).
L'ancien caractère ゐ (wi) ainsi que de nombreuses occurrences de ひ (hi) en position non initiale ont été remplacées en japonais moderne par い.
い est également utilisé en général pour allonger le son /e/. Par exemple, le mot 成形 se transcrit en hiragana せいけい (seikei), mais se prononce sēkē.

## Origine
L'hiragana い provient du kanji 以, tandis que イ provient de 伊.

## Romanisation
Selon les systèmes de romanisation Hepburn, Kunrei et Nihon, い et イ se romanisent en « i ».

## Tracé
L'hiragana い s'écrit en deux traits.

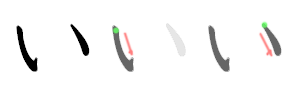
Ordre des traits pour い.

1. Tracé vertical légèrement incurvé vers la droite, remontant vers la droite à la fin.
2. Tracé vertical incurvé, plus court que le premier trait.

Le katakana イ s'écrit en deux traits.

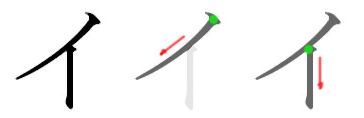
Ordre des traits pour イ.

1. Tracé diagonal d'en haut à droite vers le bas à gauche.
2. Tracé vertical vers le bas.

## Représentation informatique
- Unicode[1],[2] :
  - い (grand caractère) : U+3044
  - イ (grand caractère) : U+30A4
  - ぃ (petit caractère) : U+3043
  - ィ (petit caractère) : U+30A3